# Erigeron sumatrensis
Erigeron sumatrensis је једногодишња, зељаста биљка из фамилије Asteraceae. 

## Опис
Потпуно одрасла (у лето или јесен), Erigeron sumatrensis достиже један до два метра у висину. Цветови су бели уместо љубичасто-рози. Његово лишће је као лишће маслачка, али дужи, тањи и више као у јагорчевине по боји и текстури. Његове ахеније су као у маслачка, али боје сламе и мање. У одређеним земљама биљка је почела да показује отпорност на хербициде.

## Распрострањеност
Вероватно води порекло из Јужне Америке, али је сада натурализована у Северној Америци, Европи, Африци, Азији и Аустралији. Представља велику опасност за подручја заштите и других резерви. У Британији, од неутохтоних бивших Conyza врста, друга је најизобилнија (после Erigeron canadensis) и типично се налази у Лондону и југо-источној Енглеској. Прво је забележена у Лондону од стране Брајана Вурзела 1984, и забележена у Француској у Сеинт-Сози 2006.

## Таксономска забелешка
Старија литература, попут „Флоре Турске“, може наводити „Conyza albida Willd. ex Spreng.“, мислећи на оно што је сада „E. sumatrensis Retz.“, и треба га тако схватити; слично томе, и друге референце у литератури могу то да чине; тип је касније ревидиран и „Conyza albida Willd. ex Spreng.“ се сада сматра синонимом за „Erigeron floribundus (Kunth) Sch.Bip“.